# Donzac (Tarn-et-Garonne)
Donzac ist eine französische Gemeinde im Département Tarn-et-Garonne in der Region Okzitanien (vor 2016: Midi-Pyrénées). Die 1.039 Einwohner (Stand: 1. Januar 2022) zählende Gemeinde liegt im Arrondissement Castelsarrasin und ist Teil des Kantons Garonne-Lomagne-Brulhois (bis 2015: Kanton Auvillar). Die Einwohner werden Donzacais genannt.

## Geografie
Donzac liegt etwa 44 Kilometer westsüdwestlich von Montauban an der Garonne, die die Gemeinde im Norden begrenzt. Umgeben wird Donzac von den Nachbargemeinden Lamagistère im Norden, Golfech im Osten, Saint-Loup im Osten und Südosten, Saint-Cirice im Süden und Südosten, Sistels im Süden und Südwesten, Dunes im Westen und Südwesten sowie Saint-Sixte im Westen und Nordwesten.
| Jahr      | 1962 | 1968 | 1975 | 1982 | 1990 | 1999 | 2006 | 2013  |
| --------- | ---- | ---- | ---- | ---- | ---- | ---- | ---- | ----- |
| Einwohner | 514  | 564  | 517  | 588  | 688  | 798  | 964  | 1.007 |

## Sehenswürdigkeiten
- Kirche Notre-Dame-de-l'Assomption, 1880 wieder errichtet

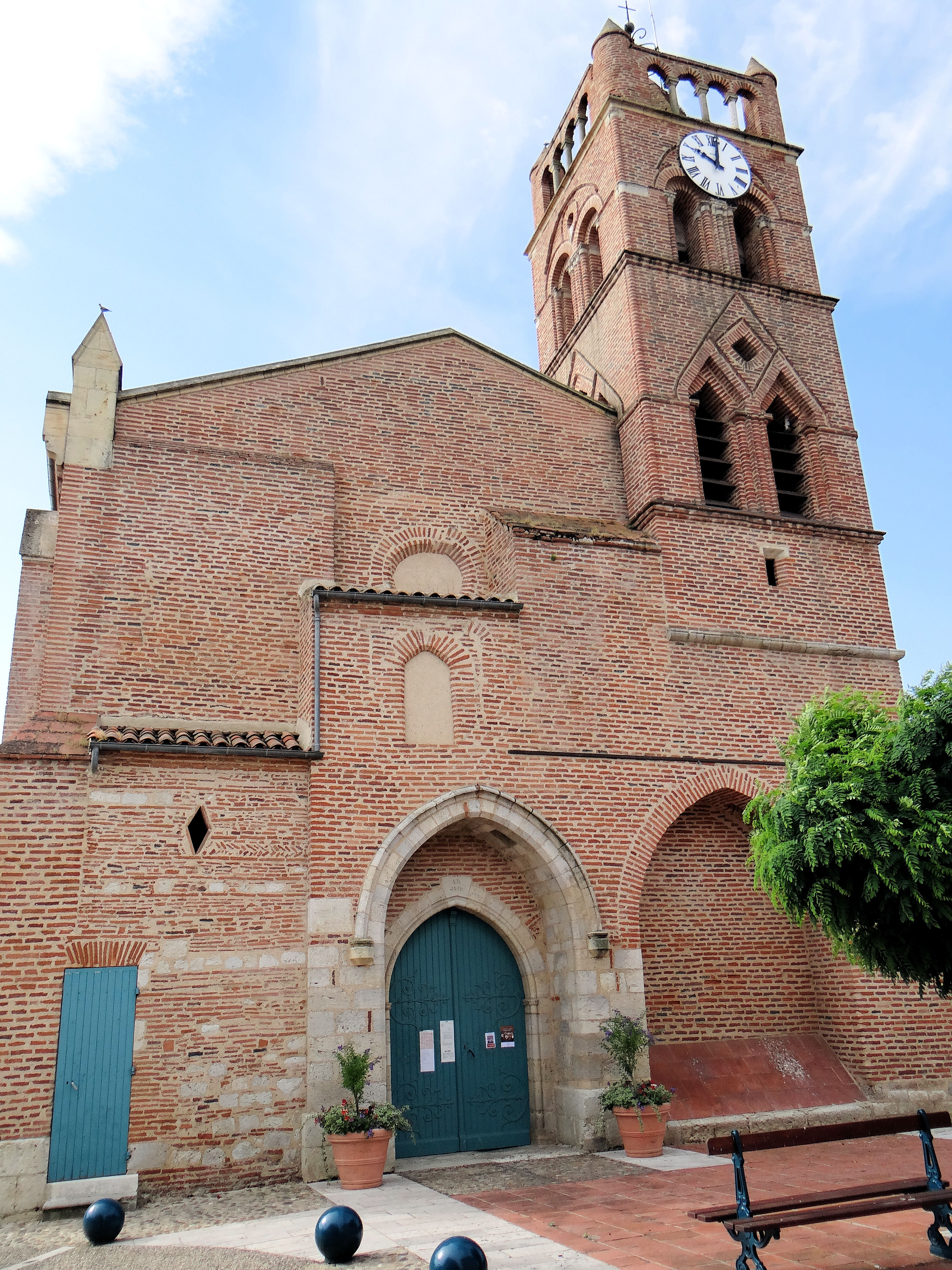
Kirche Notre-Dame-de-l'Assomption

- Kapelle Saint-Martial
- Kapelles Les Mariniers